# Leucosticte nemoricola
Il fanello rosato disadorno (Leucosticte nemoricola (Hodgson, 1836)) è un uccello passeriforme appartenente alla famiglia dei Fringillidi.

## Etimologia
Il nome scientifico della specie, nemoricola, deriva dal latino nemus, nemoris ("foresta"), cui si somma il suffisso -cola, "abitatore", col significato di "abitatore della foresta".

## Descrizione

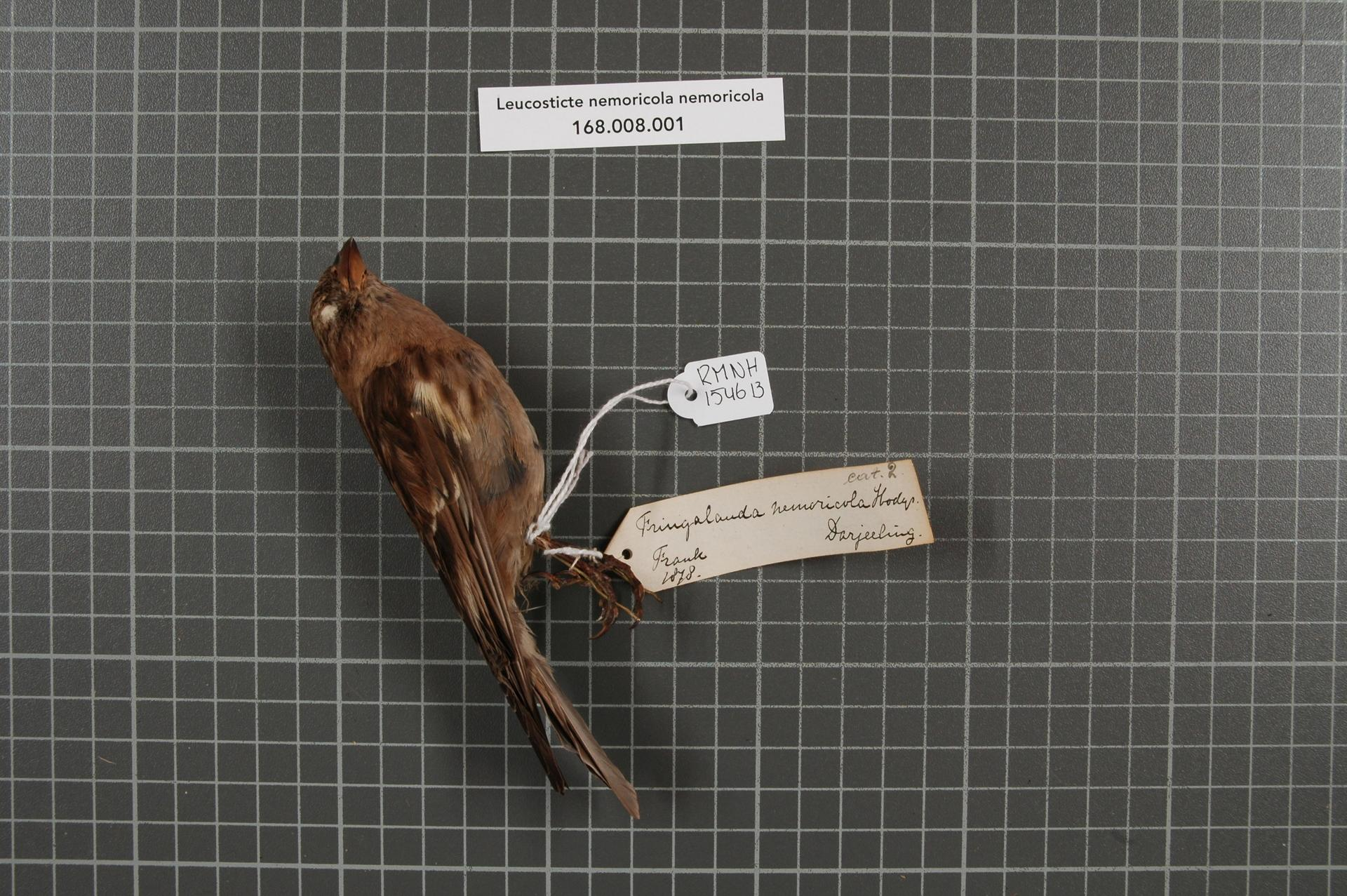
Maschio impagliato.

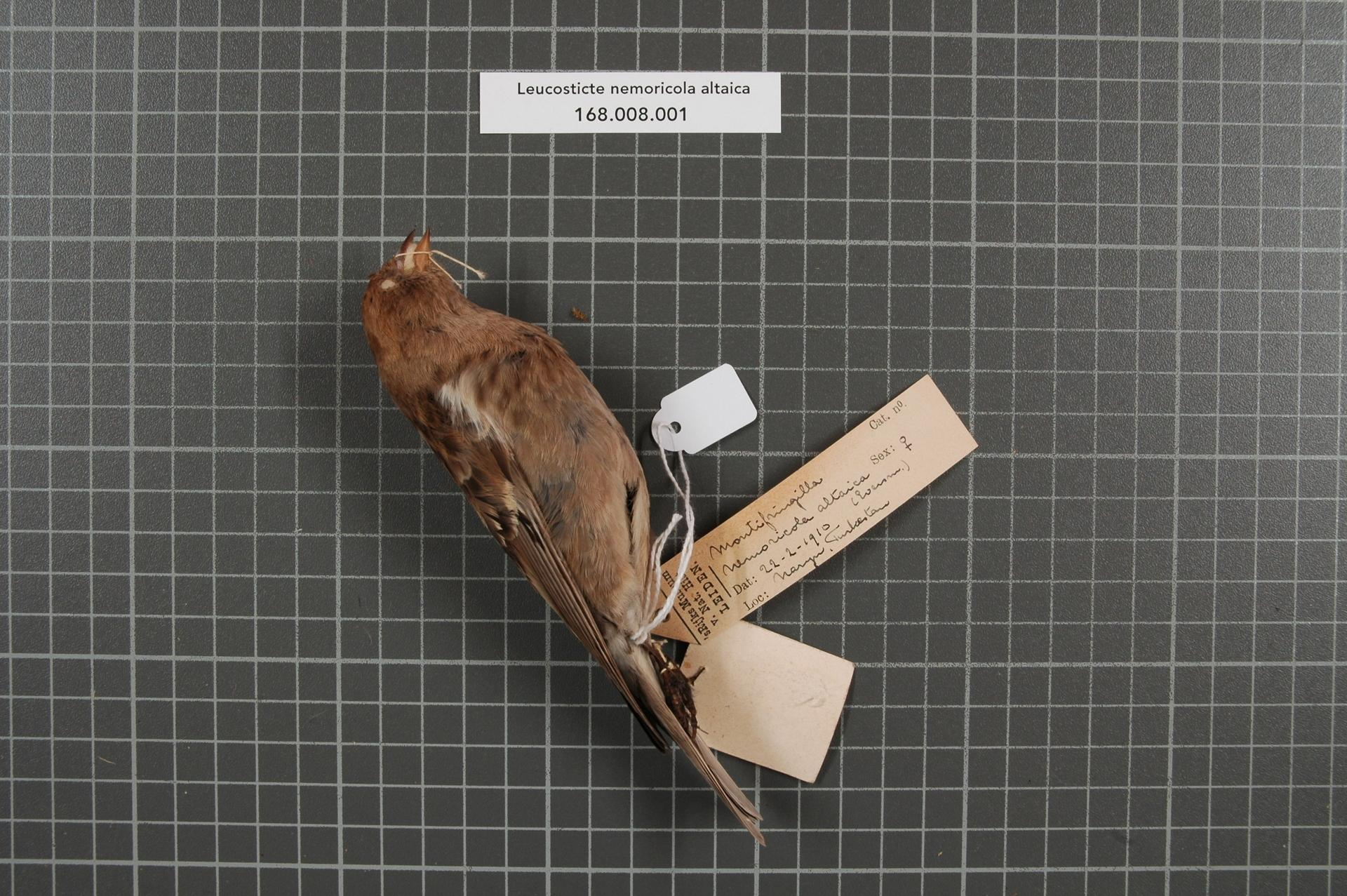
Femmina impagliata.

### Dimensioni
Misura 14-15 cm di lunghezza, per 18-25,5 g di peso.

### Aspetto
Si tratta di uccelletti dall'aspetto slanciato, con testa rotonda dal becco piccolo e conico, ali allungate e lunga coda squadrata dalla punta lievemente forcuta: nel complesso, questi uccelli possono ricordare delle femmine di passero.
Il piumaggio appare piuttosto sobrio (da cui il nome comune di questi uccelli: gola, petto, ventre, collo, nuca e sopraccigli sono di colore grigio con decise sfumature color cannella, guance, fronte, vertice e dorso sono brune, le ali e la coda sono nere con gli orli delle penne bianchi (copritrici) o bruno-giallastri (remiganti), il sottocoda è bianco-grigiastro. Il dimorfismo sessuale è minimo, con le femmine dalla colorazione più smorta, specialmente per quanto riguarda il grigio ventrale. In ambedue i sessi, le zampe ed il becco si presentano di colore nerastro, mentre gli occhi sono di colore bruno scuro.

## Biologia

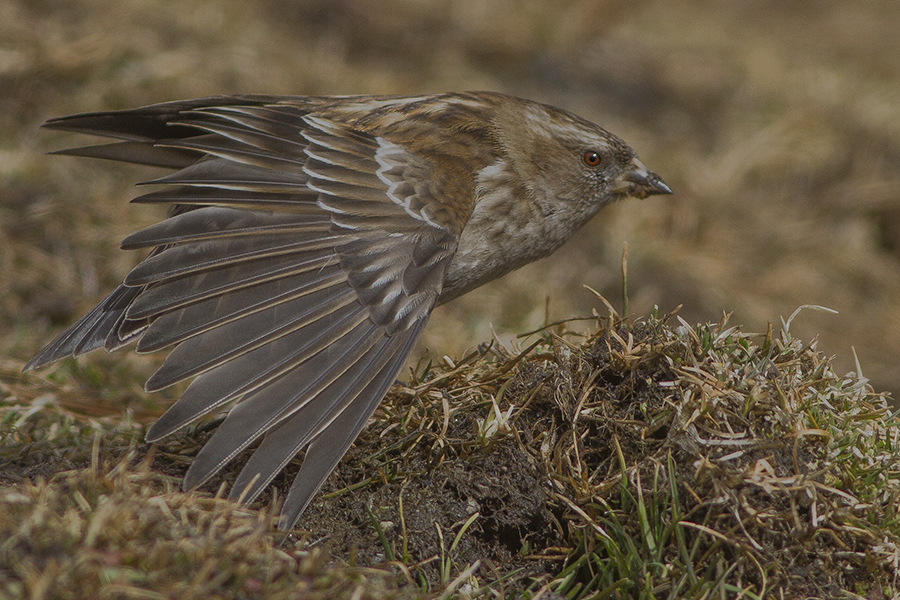
Esemplare in volo nel Sikkim mostra il pattern cromatico alare.

Si tratta di uccelli diurni, che al'infuori del periodo riproduttivo si muovono stormi anche consistenti (oltre 2000 individui), passando la maggior parte della giornata alla ricerca di cibo, mantenendosi perlopiù al suolo, tenendosi in contatto fra loro mediante richiami ronzanti.

### Alimentazione
Il fanello rosato disadorno è un uccello prevalentemente granivoro, la cui dieta si compone essenzialmente di semi di piante erbacee, ma anche germogli, boccioli e bacche: specialmente durante il periodo estivo una piccola parte della loro alimentazione è composta anche da invertebrati.

### Riproduzione
Si tratta di uccelli monogami, la cui stagione riproduttiva va da giugno ad agosto: il maschio corteggia la compagna cantando da posatoi isolati e in evidenza, seguendola insistentemente e muovendo ali e corpo secondo pattern ben definiti.
La riproduzione in questi uccelli non è ancora stata osservata, tuttavia è probabile che essa non differisca significativamente, per modalità e tempistica, da quella di altre specie affini.

## Distribuzione e habitat

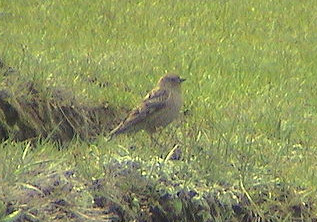
Esemplare in natura nell'Uttarakhand.

Il fanello rosato disadorno occupa una buona parte dell'Asia centro-orientale, dalle sponde meridionali del Lago Bajkal e dai Monti Altaj al Tien Shan e all'Altopiano del Tibet, fino all'Afghanistan nord-orientale, alle pendici meridionali dell'Himalaya (Kashmir, Uttarakhand, Nepal, Sikkim, Bhutan) e alla Cina centro-meridionale (province di Qinghai orientale, Shaanxi meridionale, Yunnan nord-occidentale, Gansu e Sichuan occidentale). Generalmente residente, le popolazioni sud-orientali possono migrare in Birmania settentrionale durante il periodo invernale. 
A dispetto di quanto il nome scientifico potrebbe far pensare, l'habitat di questi uccelli è rappresentato dalle aree rocciose montane e submontane, con copertura vegetale sparsa o (durante il periodo riproduttivo) molto rada: durante l'inverno, essi tendono a scendere di quota, spingendosi nelle aree pedemontane.

## Tassonomia
Se ne riconoscono due sottospecie:

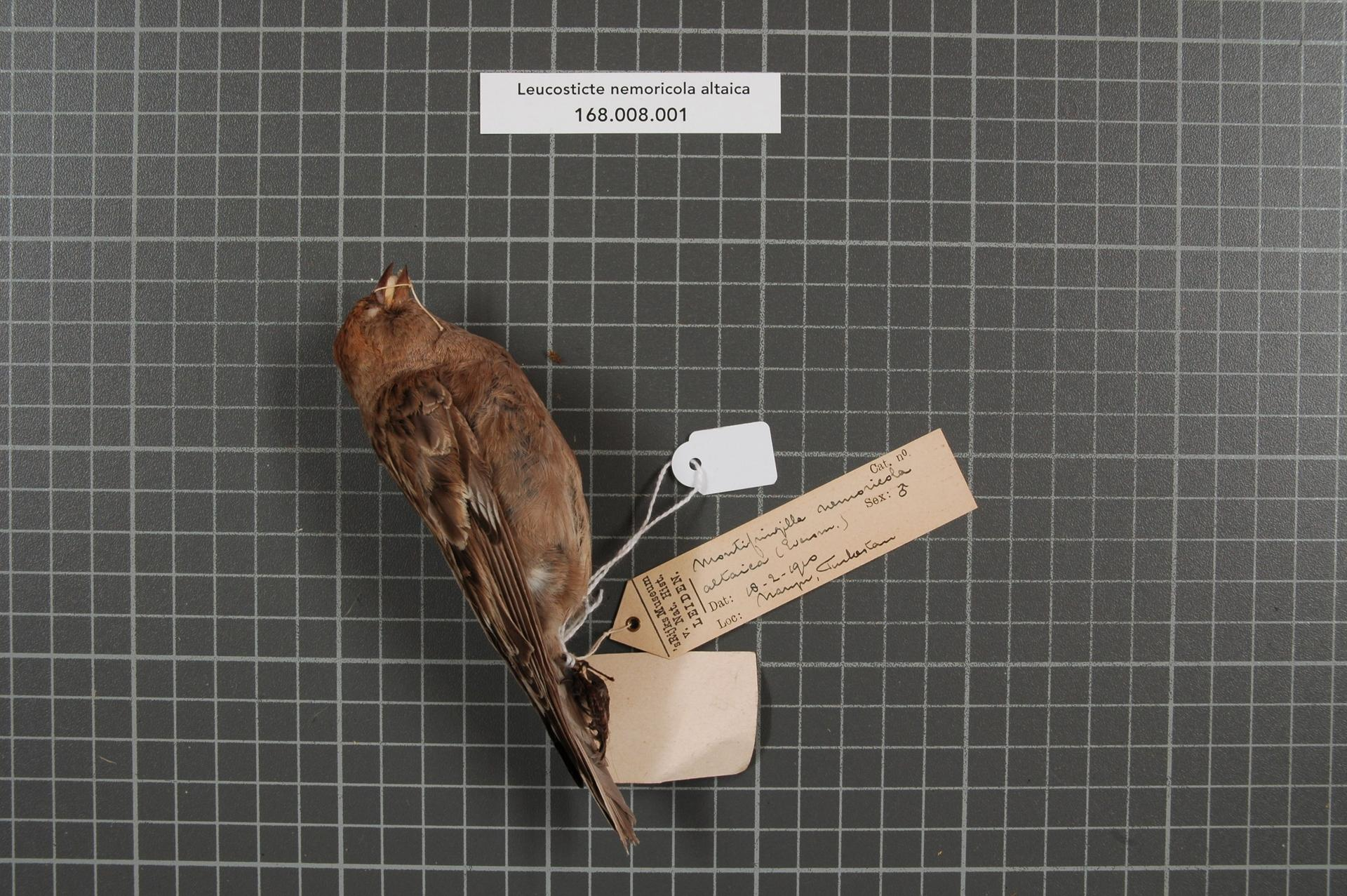
Maschio impagliato della sottospecie altaica.

- Leucosticte nemoricola nemoricola (Hodgson, 1836) - la sottospecie nominale, diffusa in Cina e Tibet;
- Leucosticte nemoricola altaica (Eversmann, 1848 - dalle tonalità ventrali più rossicce, diffusa dall'Afghanistan alla Mongolia attraverso il Turkestan e la Siberia.